# 1994 PC2
1994 PC2 är en asteroid i huvudbältet som upptäcktes den 9 augusti 1994 av Palomar Planet-Crossing Asteroid Survey (PCAS) vid Palomar-observatoriet.
Asteroiden har en diameter på ungefär 3 kilometer.